# State Security Investigations Service
Der State Security Investigations Service (deutsch Ermittlungsdienst für Staatssicherheit, arabisch مباحث أمن الدولة العليا, DMG mabāḥiṯ amn ad-daula al-ʿulyā, kurz Amn al-Dawla bzw. SSIS) war einer der drei nationalen Geheimdienste Ägyptens. Der vom 3. März bis zum 22. November 2011 amtierende (zum Kabinett Scharaf gehörende) ägyptische Innenminister Mansour el-Essawy verfügte am 15. März 2011 die Auflösung der Behörde.

## Organisation
Der State Security Investigations Service gehörte zum Innenministerium Ägyptens. Sein Ziel war der Schutz und die Sicherheit des Landes, auch wenn er unter Verdacht steht, mehr dazu zu dienen, die Existenz und Fortdauer des Regimes zu schützen und zu erhalten. Der SSIS hat zahlreiche offizielle Büros: Ein
Untersuchungsbüro im Kairoer Stadtteil Lazoghli, einen Obersten Staatssicherheitshof in Gizeh und andere. 
Die dem Innenministerium unterstehende Behörde, tragende Säule des ehemaligen Mubarak-Regimes, verfügte landesweit über mehr als 100.000 Mitarbeiter und einem umfassenden Netz von Zuträgern. Darüber hinaus standen ihm die etwa 350 000 paramilitärischen Central Security Forces (CSF) zur Verfügung.

## Foltervorwürfe
Der Dienst hatte weitgehend freie Hand gegen oppositionelle Gruppierungen vorzugehen, bespitzelte Islamisten, Christen, Studenten, Gewerkschafter, Richter, Künstler. Die Behörde wurde von vielen Organisationen, darunter Human Rights Watch und Amnesty International, der Folter bezichtigt. Ihr wurden Folter von Gefangenen sowie Fälschung von Wahlen vorgeworfen. Von dieser Seite wurden sexueller Missbrauch, Demütigung sowohl männlicher als auch weiblicher Gefangener sowie Verfolgung von Homosexuellen, Islamisten und Christen durch den SSIS behauptet.

## Auflösung
Am 15. März 2011 gab der seinerzeitige ägyptische Innenminister Mansour el-Essawy (bzw. der seinerzeit herrschende Militärrat) die Auflösung der Staatssicherheitsbehörde bekannt. Sämtliche Büros und Verwaltungseinheiten der Behörde sollten in allen Provinzen Ägyptens umgehend aufgelöst werden. Mit der Abschaffung kam der Militärrat bzw. der Innenminister einer zentralen Forderung der ägyptischen Protestbewegung nach.
Zeitgleich wurde die Bildung einer neuen Behörde mit dem Namen „Nationale Sicherheit“ ("National Security Force") angekündigt, die fortan für die Wahrung der Sicherheit Ägyptens sowie die Terrorabwehr zuständig sein soll. Diese neue Behörde soll – anders als der aufgelöste Dienst – "...der Nation dienen, ohne sich in das Leben der Bürger einzumischen oder sie an der Ausübung ihrer politischen Rechte zu hindern." (so Innenminister Mansour el-Essawy).